# Das wüste Land
Das wüste Land (englischer Originaltitel: The Waste Land) ist ein 434 (oft fälschlich: 433) Zeilen langes Gedicht des anglo-amerikanischen Literaturnobelpreisträgers Thomas Stearns Eliot aus dem Jahr 1922.
T. S. Eliot widmete es dem von ihm verehrten Ezra Pound. Auch die Überarbeitung des Textes für die Veröffentlichung, bei der Eliot das Manuskript fast auf die Hälfte kürzte, basierte zum großen Teil auf Vorschlägen Pounds. Eliot verarbeitete in seinem Langgedicht zahlreiche Texte aus verschiedenen poetischen und religiösen Quellen (u. a. die Bibel, William Shakespeare, Richard Wagner und verschiedene Formen der Artus-Epik). Auch Aspekte antiker Mythen wurden in diesem Gedicht rezipiert, wobei Eliot selbst sein Werk mit einer Vielzahl von erklärenden Fußnoten versah, welche es dem Leser erleichtern, die intertextuellen Anspielungen zu erkennen.

## Entstehung
T. S. Eliot lebte seit dem Ende des Ersten Weltkrieges in London und machte gerade eine schwierige Lebensphase durch. Der gebürtige US-Amerikaner hatte sich nahtlos in England assimiliert, dennoch befand er sich in einer schweren Lebenskrise und war völlig unzufrieden mit seinem Dasein. Er machte 1922 einen Kuraufenthalt in Lausanne (Schweiz) und kam dort zum Schreiben. Wieder in London, übergab er Ezra Pound 54 Manuskriptseiten. Zu diesem Zeitpunkt war das, was The Waste Land werden sollte, noch überlang und konfus. Eliot verwendete als Vertreter der literarischen Moderne eine verschlüsselte Erzählform; Ort und Erzähler wechselten oft rapide und Szenen wurden nur fragmentarisch geschildert. Ferner nutzte Eliot die Technik des Bewusstseinsstroms.
Eliot nannte Pound, der zwei Drittel des Manuskriptes wegstrich, später einen Geburtshelfer. Eliot sah für den Beginn ursprünglich eine Schilderung einer langen Kneipentour vor. Es ist dem Einfluss Ezra Pounds zu verdanken, dass The Waste Land schließlich mit den berühmt gewordenen Zeilen: April is the cruellest month beginnt. Pound selbst soll ehrfürchtig vor Eliots Arbeit gestanden haben und an diesen geschrieben haben: „Complimenti, du Hurensohn. Ich bin von allen sieben Eifersüchten geplagt.“ Eliot selbst war sich der tragenden Rolle von Pound bewusst und begann das Gedicht schließlich mit einer Widmung: „il miglior fabbro Ezra Pound“ (Dante-Zitat; vgl. Purgatorio 26.117); er nennt Pound also den besseren Schmied.
Auch andere Personen hatten Einfluss auf die Herausgabe von The Waste Land. Neben Pound sprach auch Eliots Frau Vivienne intensiv mit ihm über sein Manuskript. Der irische Schriftstellerkollege James Joyce, von Eliot für Ulysses geschätzt, drückte ihm seine Bewunderung aus. Jahrzehnte später sollte man Eliots Langgedicht als das lyrische Pendant zu Ulysses bezeichnen. Tatsächlich waren beide Werke wegweisend und ohne Vergleich in ihrer jeweiligen Gattung.

## Veröffentlichung
Eliot fand sehr früh einen Verlag, der sein Werk drucken wollte. Horace Liveright von Boni & Liveright Paris machte im Januar 1922 Publikationsangebote an Pound, Joyce und Eliot. Zu diesem Zeitpunkt war The Waste Land noch nicht ediert worden. Die Veröffentlichung des bearbeiteten Gedichts machte Eliot über Nacht zu einem gefeierten Literaten der Moderne. Jahre später sollte man ihm für seine bahnbrechende Lyrik den Nobelpreis für Literatur verleihen.
Wirkungsgeschichtlich gilt Das wüste Land als eines der bedeutendsten und einflussreichsten Werke des 20. Jahrhunderts. Zahlreiche Kommentarwerke beschäftigen sich mit der Deutung des komplexen Werkes.

## Inhalt
Das Hauptthema ist die Vereinzelung und Leere des Menschen in der Moderne sowie die Entwicklung Europas nach dem Ersten Weltkrieg. Das Gedicht ist in fünf Teile unterteilt:
1. The Burial of the Dead (Das Totenamt)
2. A Game of Chess (Eine Schachpartie)
3. The Fire Sermon (Die Brandparole)
4. Death by Water (Der nasse Tod)
5. What the Thunder said (Was der Donner sagte)

(Die Übersetzungen der Überschriften von Eva Hesse).

## Übersetzungen
- T. S. Eliot: Das wüste Land. Englisch und deutsch (= Insel-Bücherei. Bd. 660). Übertragen von Ernst Robert Curtius. Insel Verlag, Wiesbaden 1957, wiederholt aufgelegt.
- Eva Hesse: T. S. Eliot und Das Wüste Land. Eine Analyse. Suhrkamp, Frankfurt am Main 1973, ISBN 3-518-07376-1 (enthält den Originaltext mit deutscher Übersetzung und Eliots Anmerkungen zum Gedicht).
- T. S. Eliot: Das öde Land. Englisch und deutsch. Übertragen und mit einem Nachwort versehen von Norbert Hummelt. Suhrkamp, Frankfurt am Main 2008, ISBN 978-3-518-42022-5.
- T. S. Eliot: Das wüste Land. Neuübertragung von T. S. Eliots The Waste Land mit erweiterten Anmerkungen von B. S. Orthau. (eXperimenta.de), Teil I: 11/2016, Teil II: 12/2016, Teil III: 1/2017, Teil IV: 2/2017.